# Normanby
La Isla Normanby es una isla volcánica, de 400 millas cuadradas (1.040 kilómetros cuadrados), con forma de L, que es la isla más al sur en el grupo de las Islas D'Entrecasteaux. Es parte de la provincia de Milne Bay, de Papua Nueva Guinea.
Normanby está a 10 millas (16 km) al noreste de Cabo del Este, en la isla de Nueva Guinea, de la cual la separa el estrecho Goschen, y está separada de la Isla de Fergusson por el Estrecho de Dawson (Pasaje Dobu). La isla se eleva a 3.800 pies (1.158 metros) en la Cordillera de Prevost en el sureste. El terreno incluye bajas llanuras costeras y pantanos, montañas altas y escarpadas laderas costeras. Sewa Bay ofrece refugio en la costa oeste y Awaiara Bay (Sewataitai) en la costa este. El asentamiento más grande, y la sede del distrito, es Esa'ala en el extremo norte de la isla.
En 1873, la isla fue visitada por el capitán británico John Moresby, al mando del barco HMS Basilisk, recibiendo el nombre del marqués de Normanby, George Augustus Constantine Phipps, quien era el gobernador de Queensland, en Australia.
Una vez que sabe que posee oro, con los recientes descubrimientos de yacimientos de este producto, se está comenzando su explotación.